# Ладога (транспорт)
Высокозащищённое транспортное средство (ВТС) «Ладога» — советская тяжёлая командно-штабная и разведывательная машина специального назначения.
Создана в 1982 году СКБ «Трансмаш» на базе шасси танка Т-80. 
Предназначена для автономного действия в условиях чрезвычайных ситуаций, сопровождаемых высоким уровнем радиационного, химического или бактериологического заражения.

## Разработка и основное устройство
Задание на разработку высокозащищенного транспортного средства в КБ-3 Кировского завода получили в конце 1970-х гг. Требования к новой машине были жесткие и трудновыполнимые. ВТС должно было быть с хорошей подвижностью, высокой защищенностью и способностью долго работать автономно. Важнейшее требование — надежная защиты экипажа от радиационного, химического и бактериологического воздействий, при этом для людей должен был быть обеспечен комфорт. Учитывая предполагаемые сложные условия эксплуатации, повышенное внимание уделялось средствам связи. Кроме того, ВТС следовало подготовить в сжатые сроки, по возможности унифицировав его с другими машинами завода.
Благодаря опыту, мощным производственной и испытательной базам ленинградским конструкторам удалось создать уникальную гусеничную машину, не имеющую мировых аналогов.
Работы по «Ладоге» возглавил В. И. Миронов, талантливый инженер и прекрасный организатор. За 45 лет трудовой деятельности он прошел путь от инженера-конструктора — до заместителя генерального конструктора, начальника специального бюро. В 1959 г., после окончания Ленинградского Политехнического института (по специальности гусеничные машины), он до ухода на пенсию активно участвовал практически во всех работах КБ Кировского завода.
В конструкторском бюро было сформировано специальное конструкторское подразделение — КБ-А. С 1982 г. оно приступило к выполнению задачи. Активное участие в создании новой машины принимали начальник лаборатории Н. И. Буренков, главные конструкторы проекта A.M. Константинов и А. В. Васин, ведущие специалисты В. И. Русанов, Д.Д Блохин, Э. К. Фененко, В. А. Тимофеев, А. В. Алдохин, В. А. Галкин, Г. Б. Жук и другие.
Компоновочные работы, один из сложнейших этапов конструирования, выполнил А. Г. Янсон.
При проектировании оригинальных систем и узлов, обеспечивающих высокую компактность и надёжность машины, проявился талант конструктора КБ O.K. Ильина. Вклад Олега Константиновича в создание этой революционной машины необычайно высок.
База ВТС «Ладога» — отработанное и хорошо зарекомендовавшее себя в войсках шасси основного танка Т-80. На нем установили корпус с салоном, в котором комфортабельные кресла, индивидуальное освещение, системы кондиционирования и жизнеобеспечения, средства связи, приборы наблюдения и измерения разных параметров внешней среды. Это позволило обеспечить нормальные условия работы в герметизированном объеме салона. Аналог подобной системы жизнеобеспечения, пожалуй, только в космонавтике.
Силовая установка — газотурбинный двигатель ГТД-1250 мощностью 1250 л.с, разработанный в НПО им. Климова. У него система сдува пыли сжатым воздухом с направляющих лопаток соплового аппарата турбины, что позволяет быстро и эффективно производить дезактивацию. Сзади над левой надгусеничной полкой газотурбинный энергоагрегат мощностью 18 кВт, обеспечивающий электроэнергией все системы «Ладоги» на стоянках.
Также есть возможность обеспечить экипаж воздухом не через фильтровентиляционную установку, а из баллона на задней стенке корпуса. Внутри корпуса элементы подбоя — противонейтронной защиты. Помимо перископов и приборов ночного видения, на «Ладоге» две видеокамеры.
В начале 1980-х гг. ВТС «Ладога» испытана в пустыне Кара-Кум, горах Копет-Даг и Тянь-Шаня и в районах Крайнего Севера.

## Технические характеристики ВТС «Ладога»
- Масса — 42 т.
- Экипаж — 2 чел.
- Вместимость салона — 4 чел.
- Двигатель — ГТД-1250
- Автономность работы — 48 ч.
- Запас хода — 350 км.
- Удельная мощность — около 30 л.с./т
- Скорость — 70 км/ч
- Дополнительный энергоагрегат, тип, мощность — ГТД, 18 кВт.[3]

## Эксплуатация

### Авария на ЧАЭС
«Ладога» приняла участие в ликвидации последствий аварии на Чернобыльской АЭС в 1986 году.
Полностью продемонстрировать возможности «Ладога» смогла при работах по ликвидации последствий катастрофы на Чернобыльской атомной электростанции (ЧАЭС), произошедшей 26 апреля 1986 г. В результате разрушения 4-го энергоблока выброшено большое количество радиоактивных веществ. В такой обстановке решено задействовать «Ладогу» — для рекогносцировки и оценки обстановки у реактора.
3 мая машину (бортовой номер 317) спецавиарейсом из Ленинграда доставили в Киев. На девятый день после аварии она своим ходом прибыла в район ЧАЭС. От КБ Кировского завода работу возглавили заместитель главного конструктора по научной работе Б. А. Добряков и ведущий испытатель В. А. Галкин. Был создан особый отряд, в который вошли экипаж машины, службы дозиметрии, санобработки, служба питания и медицины. В состав экипажей, выезжающих на объект, входили председатель правительственной комиссии И. С. Силаев, начальник химической службы Министерства обороны В. К. Пикалов, академик Е. П. Велихов, представитель Министерства среднего машиностроения Е. П. Славский и другие.
Б. А. Добряков особенно интересовался техническими параметрами, степенью зараженности, результатами обработки, оценкой эксплуатационных возможностей систем «Ладоги». Он же с Г. М. Гаджибалавым сделал сложнейшие расчеты по защищенности.
С целью рекогносцировки и контроля радиационной обстановки вблизи аварийного реактора, а также определения хода спасательных работ и необходимых технических средств машина вплотную подходила к разрушенному четвёртому энергоблоку.
Участвующий в работах на ЧАЭС инженер-испытатель Г. Б. Жук позднее рассказывал: «Поражала опустошенность поселков, заросшие бурьяном огороды, но главное — это масштаб разрушений: крыши блока нет, стен нет, один угол здания обвалился до самого фундамента. Над всем клубился пар и — полное безлюдье вокруг. Находясь в машине, все наблюдали через смотровые приборы и телекамеры»  .
Она проработала в районе чернобыльской аварии с 3 мая по 28 сентября 1986 года и прошла в общей сложности 4720 км, после чего была возвращена СКБ «Трансмаш» .
Отработав с мая по август 1986 г., «Ладога» прошла более 4 тыс. км, преодолевая участки со сверхповышенным фоном радиоактивности, проводя при этом разведку местности, делая видеозаписи и выполняя целый ряд других исследований, в том числе в машинном зале ЧАЭС.
За неполные четыре месяца работ с применением «Ладоги» в районе ЧАЭС побывали 29 специалистов конструкторского бюро Кировского завода.
Больший интерес представляют записи в «бортовом журнале», которые вели специалисты, эксплуатирующие «Ладогу». Вот несколько фрагментов за май-сентябрь 1986 г.:
Инженер-испытатель В. А. Галкин (командировка с 9 по 24 мая 1986 г.): «…5.05.86 г., первый выезд в зону АЭС для разведки, показания спидометра 427 км, счетчика моточасов двигателя 42,7 м/ч. Уровень радиации около 1000 р/ч, дезактивация. Замечаний по машине нет.
… 16.05.86 г. Выезд в зону АЭС с членами комиссии. Наработка за выезд: 46 км, 5,5 м/ч. Уровень радиации около 2500 р/ч, показания спидометра 1044 км, 85,1 м/ч. Замечаний по машине нет. Дезактивация. Технические показатели оформлены актом».
Инженер-испытатель А. П. Пичугин:
«…6.06.86г. Выход в район АЭС 16-00, возвращение 18-10. Цель — ознакомление т. Маслюкова с районом аварии. Показания спидометра 2048 км, счетчик моточасов 146,7 м/ч. За выезд пройдено 40 км, 2,2 м/ч., температура +24°С, уровень радиации около 2500 р/ч, замечаний нет, дезактивация проведена. Остальные показатели актированы.
… 11.06.86 г. Выезд в зону АЭС с т. Александровым. Температура окружающего воздуха +33°С, уточнение района заражения.
Показания приборов: 2298 км, 162,1 м/ч. За выезд 47 км, 4,4 м/ч. Замечаний нет. Дезактивация».
Ведущий инженер С. К. Курбатов:
«…27.07.86 г. Выезд в зону АЭС с Председателем Гос. комиссии, показания приборов 3988 км, 290,5 м/ч, наработка вспомогательного двигателя ГТД5Т — 48,9 м/ч. Уровни радиации до 1500 р/ч. Проведение киносъемок, записей шумов и виброускорений при скорости машины 30-50 км/ч. За выезд: 53 км, 5,0 м/ч, 0,8 м/ч на вспомогательном.
Проведено натяжение гусеничных лент, погнут правый кронштейн, сорван фонарь. Дефекты устранены. Дезактивация. Остальные параметры в акте».
Ведущий инженер В. И. Прозоров:
… 19.08.86 г., 9-30 — 14-35, выезд начальника гарнизона и начальника химической службы. Пройдено 45 км, 4,5 м/ч, 0,6 м/ч вспомогательный агрегат(всего 56,8 м/ч). Замечаний нет, уборка отделения управления и салона, слив около 100 г конденсата из испарителя системы кондиционирования. Проверен подпор — в норме, уровень масла: двигатель 29,5л, трансмиссия 31 л, щетки генератора ГС-18 - 23 мм. Другие параметры в акте.

Инженер-испытатель А. Б. Петров:
… 6.09.86 г. — выезд в зону АЭС, определение влияния ионизирующего излучения на ионный состав воздуха. Состав: Маслов, Пикалов. Показания 4704 км, 354 м/ч. За выезд 46 км, 3,1 м/ч, 3,3 м/ч вспомогательного двигателя (всего 60,3 м/ч). Составлен протокол.
…8.09.86 г. выезд в зону деревни Пелев (4719 км, 355,6 м/ч) за выезд 15 км/1,6 м/ч. Дезактивация. Параметры в акте».
14 сентября «Ладогу» отгрузили на завод, предварительно тщательно дезактивировав снаружи и внутри. 

### Последующая эксплуатация
После ликвидации последствий аварии на ЧАЭС ВТС «Ладога» использовали в исследованиях в КБ-3 Кировского завода на площадке № 4 (под Тихвином).
По данным  СМИ, в Вооруженных Силах Российской Федерации (ВС России) ВТС «Ладога» используются для эвакуации высшего комсостава (командного состава)..

### Российско-украинская война
Первая машина на фронте замечена в ходе российского вторжения на Украину, предположительно повреждена в марте 2024 г. украинским оператором fpv-дрона.

## Оценка машины
Созданием ВТС «Ладога» конструкторское бюро кировцев предвосхитило необходимость в высокозащищенном транспортном средстве для Министерства по чрезвычайным ситуациям. В мировой практике не много примеров, когда проверка свойств и возможностей подобной специальной техники шла бы в реальных условиях.
Создатели «Ладоги» приобрели бесценный опыт работы в экстремальных условиях.
И сегодня эта машина не знает равных по продолжительности эксплуатации в условиях повышенной радиационной опасности.
Техника, подобная описанной, вероятно окажется востребованной, особенно в условиях все более частых природных и техногенных катастроф. 